# Dendronephthya australis
Dendronephthya australis is een zachte koraalsoort uit de familie Nephtheidae. De koraalsoort komt uit het geslacht Dendronephthya. Dendronephthya australis werd in 1905 voor het eerst wetenschappelijk beschreven door Kükenthal. 